# 挖花
挖花，又稱碰花將和、花將牌，是清朝、民國時期流傳於江浙的傳統骨牌遊戲。

## 歷史
金學詩的《牧豬閒話》記錄挖花在乾隆時就已流行，也稱為碰花將和，因半數牌稱作有花，而得此名。其玩法由碰和演變，牌具早期屬紙骨牌，與花湖牌很接近，後來以骨製、竹製。清末民初的包天笑記錄他祖父輩時的蘇州，麻將當時還未流行，上流階級玩的是銅旗，不屑玩橋頭巷口的轎夫們玩的挖花。
清朝晚期出現的麻將被認為受挖花影響，兩者同樣砌牌成方城、以骰子定位、花牌等相同處。連雅堂在1925年寫的《麻雀考原》也認為麻將除繼承水滸牌外也受挖花影響，花將的「天、地、人、和」，就是變相成麻將的「東、南、西、北」。
到了民國時期，挖花主要流行在江浙一帶，曾與麻將在上海同樣流行，有「天天挖小花，麻將弗其搓。」此諺語，言下之意是挖花比較好玩。像上海青幫杜月笙喜歡玩挖花，經常陪他玩的有部下顧嘉棠、川幫劉航琛、康心之、范紹曾等人，每次輸贏在數千塊銀元之間。上海名醫陳存仁稱自己從來不会打牌，但喜歡與丁仲英兒子玩挖花，因為覺得這牌只靠运气，像开奖一般计数很有趣。上海等地人玩挖花賭時喜歡唱有帶著牌名的歌曲，這種曲稱為挖花調，至21世纪初還有老人依舊能唱，如湊到1-4點式的牌組時唱：「一點血光災，情哥走勿攏。妹妹在房間，原是一場空。」；2-6點式，「約到禮拜六，花煙間裡坐。若要房全包，用脫兩塊六。」；4-6點式，「打開紅綠窗，眼看小才郎。開口情哥唱，快進小妹房。」等富有民俗趣味的歌詞。在韩邦庆的《海上花列傳》、白先勇的〈永遠的尹雪艷〉等小說，也有上海人玩挖花、唱挖花調的場景。上海打花會的三十六門除了會畫上動物，還會加上挖花牌，讓目不識丁的賭客可記住，如徐元貴配上蝦精、天牌，陳吉品配上白象精、地牌。
玩挖花的技巧性不多，賭博性大，但因算分麻煩、胡牌又不一定會勝，因此在21世纪已很少人玩。

## 牌具
- 兩顆六面骰。

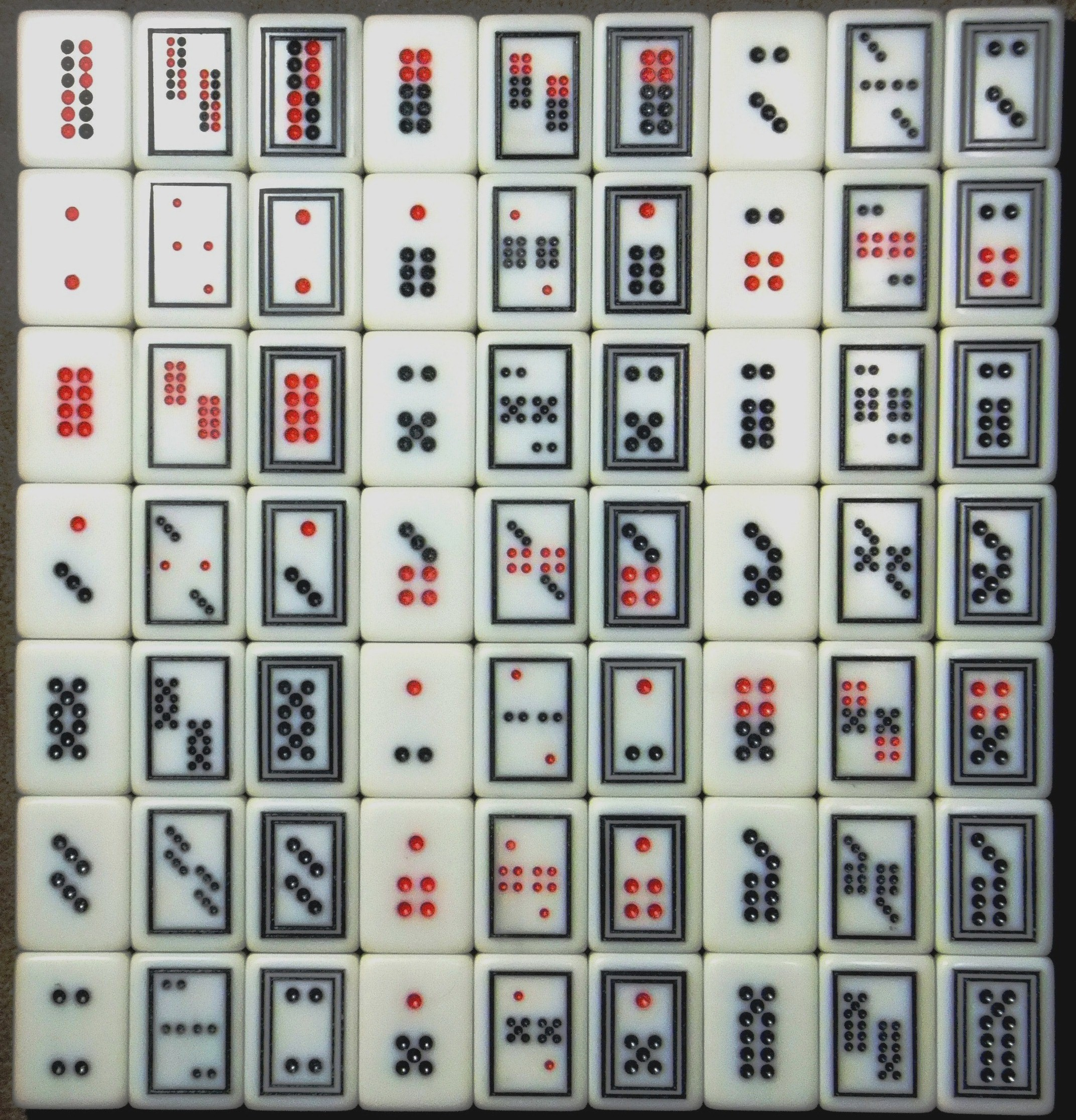
挖花牌

- 牌形狀同麻將，牌面各為兩顆六面骰的二十一種點式，各六張，共一百二十六張。有些還會增加春、夏、秋、冬、梅、蘭、菊、竹這八張花牌、兩張白板，共一百三十六張[10]。
  - 每點式各三張無框，稱為無花、白皮；各三張有框，稱為有花。有花又分為兩種，各兩張有雙框；各一張有單框，採二重點式，一在左上角，一在右下角，稱為疊大或特大。
  - 6-6、2-2點式，稱為雙將牌；5-5、3-3、2-2、4-6、1-6、2-5、3-4點式，稱為將牌；其餘稱為閒牌[4]。

## 牌規
各書所載的規則略有差異，以下用《中國賭博史》、《中國麻將遊戲與數理分析》所載為主。

### 流程
- 四人遊戲，共打四圈，稱為天圈、地圈、人圈、和圈。以擲雙骰選位，莊家稱為天家，閒家依逆時鐘方向各稱為地家、人家、和家。
- 洗牌後，各人將牌砌成上下重疊的兩橫條。用花牌、白板，玩家各砌十七墩；不用花牌、白板，莊家砌十五墩，閒家各砌十六墩。
- 在理牌前，莊家的對家擲雙骰一次，稱為擲獎。同點式的牌、骰子反面點式的牌，牌值皆增一番。
- 順時鐘方向抓牌，由莊家先抓牌，每次兩墩，玩家皆抓二十張。
- 由莊家擲雙骰，決定谁先摸牌，稱為開門。然後逆時鐘方向輪流摸牌、打牌，直到有人胡牌。
- 打出的牌須依順序明放在自己的桌邊，以打完已有對子、多餘同點式的白皮為優先，稱為恭子、攻子；再打完沒有對子的白皮，稱為白皮盪張；最後打完沒有對子的有花，稱為有花盪張。
- 若能用自己的牌和自摸牌、或上家的棄牌，能組成以下組合，就把該些牌一起亮在桌上。
  - 兩張同點式的對子，若需打出同點式的恭子，稱為穿；若不需，稱為吃。同點式的對子只能一組。然後依規定打出一張其他牌。
  - 三張同點式、並且有花的刻子，稱為靠、敲。不把牌打出去。
- 胡牌需組成十組不同點式的對子、靠。玩家可胡其他三家打出的牌，若同時胡牌以下家為優先，稱為攔和。若有同點式的兩張牌皆可胡，以有花牌胡為優先。胡牌剩下一張未成對的牌稱為宕頭，唯有胡家可得該牌的分數。
- 胡牌後，莊家擲雙骰一次，稱為搖獎，同點式的牌值增一番。然後，所有玩家亮牌，如果同點式的對子、靠重複、或打牌沒照順序，稱為合撲，為最輸的玩家。四家皆犯錯則和局，由莊家的下家接任。
- 分數稱為道，以總道數多獲勝，作下圈的莊家。道數最少的玩家為為最輸的玩家，付三家籌碼，次少付兩家，再其次付一家。同樣道數則平手。莊家的輸贏籌碼以乘兩倍算。

### 牌值
- 不論是宕頭、對子、靠這三種牌組，閒牌、將牌、雙將牌的基本牌值皆分別為40道、80道、160道，該牌組每多一框就再一翻，如下列三表所示。
- 每中一種獎牌值也再一翻。
- 在天、地、人、和圈時，分別是6-6、1-1、4-4、1-3點式再一翻。

| 宕頭\框數 | 0   | 1   | 2   |
| --------- | --- | --- | --- |
| 閒牌      | 40  | 80  | 160 |
| 將牌      | 80  | 160 | 320 |
| 雙將牌    | 160 | 320 | 640 |

| 對子\框數 | 0   | 1   | 2   | 3    | 4    |
| --------- | --- | --- | --- | ---- | ---- |
| 閒牌      | 40  | 80  | 160 | 320  | 640  |
| 將牌      | 80  | 160 | 320 | 640  | 1280 |
| 雙將牌    | 160 | 320 | 640 | 1280 | 2560 |

| 靠\框數 | 5    |
| ------- | ---- |
| 閒牌    | 1280 |
| 將牌    | 2560 |
| 雙將牌  | 5120 |